# Lewis Davey
Lewis Davey, född 24 oktober 2000 i Lincoln, är en brittisk friidrottare som tävlar i kortdistanslöpning.

## Karriär
Vid VM 2023 tog han silver i den mixade stafetten 4 x 400 meter och brons i herrarnas 4 x 400 meter. Vid OS 2024 ingick han i det brittiska lag som tog brons på 4 x 400 meter.